# 商文兰
商文兰（1927年—），女，河北平山人，中华人民共和国政治人物，曾任黑龙江省妇女联合会副主任。